# Victor Turner
Victor Witter Turner (28. května 1920 Glasgow – 18. prosince 1983 Charlottesville, USA) byl britský antropolog skotské národnosti.

## Životopis
Narodil se v Glasgow jako syn Normana a Violet Turnerových. Během druhé světové války sloužil jako nižší důstojník při zneškodňování nevybuchlých bomb. Po válce se díky knihám Margaret Meadové a Alfreda R. Radcliffea-Browna spolu se svou manželkou a pozdější celoživotní spolupracovnicí Edith Turnerovou začal zajímat o antropologii. Získal bakalářský diplom z antropologie na University College London a pak pokračoval v postgraduálním studiu na University of Manchester. V letech 1950–1954 dělal rozsáhlý terénní výzkum asi sedmnáctitisícového kmene Ndembu v severozápadní Rhodézii (v dnešní Zambii). Tomuto kmeni věnoval monografii Schism and Continuity in an African Society (Schisma a kontinuita v jedné africké společnosti, 1957), kterou obhájil v roce 1955 jako svou doktorandskou práci. V ní se pokusil najít řád ne v sociální struktuře, ale v mocenském konfliktu, který společnost nerozvrací, ale potvrzuje. Klíčový pojem, který měl Turnerovi umožnit konceptualizaci ndembuské sociální organizace, bylo sociální drama, které zahrnuje fáze postupného porušení norem, krize, urovnávání a reintegrace. Analogie života jako divadelní hry byla blízká Turnerově zkušenosti a naturelu. Jeho matka byla herečka, která se doma neustále připravovala na své role. Turner proto dokázal citovat mnoho pasáží ze Shakespeara, Aischyla, Shawa a Ibsena, jehož hry připadaly Turnerovi jako přímé vyjádření ndembuskej reality. Koncept sociálního dramatu uplatnil Victor Turner stejně při analýze islandských ság (An Anthropological Approach to the Icelandic Saga; The Icelandic Family Saga as a Genre of Meaning-Assignment) nebo na průběh mexické revoluce z roku 1810. Od poloviny 60. let se Turner zabýval i problematikou politické antropologie. Společně s Marcelem Schwartzem a Arturem Tudenem uspořádal panel o politické antropologii v roce 1964 v rámci zasedání Americké antropologické asociace a podílel se na vydání sborníku Political Anthropology (1966). Zemřel 18. prosince 1983.

## Hlavní myšlenky
Victor Turner zdůraznil význam symbolu jako základního prvku v lidské kultuře. V těchto myšlenkách se inspiroval hlavně Edwardem Sapir a Sigmundem Freudem. Symbol specifikuje jako dynamickou entitu vázanou na sociální akci, která ho generuje, a zároveň je spojen se sociálním kontextem, který vymezuje jeho význam. Stává se tak zhuštěním významů s potenciálně silným emočním účinkem. V minulosti dosáhly jednoduché symboly vysokou efektivitu, jejíž možnosti jsou neustále odhalovány v různých civilizačních a historických horizontech (např. křesťanský kříž).

## Knihy
Schism and Continuity in an African Society: A Study of Ndembu Village Life. Manchester 1957.
The Forest of Symbols: Aspects of Ndembu Ritual. Ithaca 1967.
The Drums of Affliction: A Study of Religious Processes among the Ndembu of Zambia. Oxford 1968.
The Ritual Process: Structure and Anti-Structure. Chicago 1969.
Dramas, Fields and Metaphors: Symbolic Action in Human Society. Ithaca 1975.

## České překlady
Průběh rituálu. Brno 2004 (překlad Lucie Kučerová)